# Internationale Cricket-Saison 1995/96
Die internationale Cricket-Saison 1995/96 fand zwischen September 1995 und April 1996 statt. Als Wintersaison wurden vorwiegend Heimspiele der Mannschaften aus Südasien, der Karibik und Ozeanien ausgetragen.

## Überblick

### Internationale Touren
| Beginn            | Heimteam    | Auswärtsteam | Resultate | Resultate | Artikel |
| Beginn            | Heimteam    | Auswärtsteam | Test      | ODI       | Artikel |
| ----------------- | ----------- | ------------ | --------- | --------- | ------- |
| 8. September 1995 | Pakistan    | Sri Lanka    | 1–2 [3]   | 1–2 [3]   | Artikel |
| 13. Oktober 1995  | Simbabwe    | Südafrika    | 0–1 [1]   | 0–2 [2]   | Artikel |
| 18. Oktober 1995  | Indien      | Neuseeland   | 1–0 [3]   | 3–2 [5]   | Artikel |
| 9. November 1995  | Australien  | Pakistan     | 2–1 [3]   |           | Artikel |
| 16. November 1995 | Südafrika   | England      | 1–0 [5]   | 6–1 [7]   | Artikel |
| 8. Dezember 1995  | Neuseeland  | Pakistan     | 0–1 [1]   | 2–2 [4]   | Artikel |
| 8. Dezember 1995  | Australien  | Sri Lanka    | 3–0 [3]   |           | Artikel |
| 13. Januar 1996   | Neuseeland  | Simbabwe     | 0–0 [2]   | 2–1 [3]   | Artikel |
| 13. April 1996    | West Indies | Sri Lanka    |           | 0–1 [1]   | Artikel |
| 19. April 1996    | West Indies | Neuseeland   | 1–0 [2]   | 3–2 [5]   | Artikel |

### Internationale Turniere
| Beginn            | Turnier                              | Land                         |
| ----------------- | ------------------------------------ | ---------------------------- |
| 11. Oktober 1995  | Singer Champions Trophy 1995/96      | Vereinigte Arabische Emirate |
| 15. Dezember 1995 | Benson & Hedges World Series 1995/96 | Australien                   |
| 14. Februar 1996  | Cricket World Cup 1996               | Indien, Pakistan, Sri Lanka  |
| 1. April 1996     | Singer Cup 1995/96                   | Singapur                     |
| 12. April 1996    | Pepsi Sharjah Cup 1995/96            | Vereinigte Arabische Emirate |

### Internationale Touren (Frauen)
| Beginn            | Heimteam   | Auswärtsteam | Resultate | Resultate | Artikel |
| Beginn            | Heimteam   | Auswärtsteam | WTest     | WODI      | Artikel |
| ----------------- | ---------- | ------------ | --------- | --------- | ------- |
| 11. November 1995 | Indien     | England      | 0–1 [3]   | 3–2 [5]   | Artikel |
| 1. Februar 1996   | Australien | Neuseeland   | 0–0 [1]   | 2–1 [3]   | Artikel |

## Nationale Meisterschaften
Aufgeführt sind die nationalen Meisterschaften der Full Member des ICC.
| Land                        | First-Class                  | List A                           |
| --------------------------- | ---------------------------- | -------------------------------- |
| Australien                  | Sheffield Shield 1995/96     | Mercantile Mutual Cup 1995/96    |
| Indien                      | Ranji Trophy 1995/96         | Ranji Trophy One Day 1995/96     |
| Duleep Trophy 1995/96       | Deodhar Trophy 1995/96       |                                  |
| Irani Cup 1995/96           | Challenger Trophy 1995/96    |                                  |
|                             | Wills Trophy 1995/96         |                                  |
| Neuseeland                  | Shell Trophy 1995/96         | Shell Cup 1995/96                |
| Pakistan                    | Quaid-e-Azam Trophy 1995/96  | Wills Kings Cup 1995/96          |
| PCB Patron’s Trophy 1995/96 |                              |                                  |
| Simbabwe                    | Logan Cup 1995/1996          |                                  |
| Sri Lanka                   | Saravanamuttu Trophy 1995/96 | Hatna Trophy 1995/96             |
| Südafrika                   | Castle Sup 1995/96           | Benson and Hedges Series 1995/96 |
| UCB Bowl 1995/96            |                              |                                  |
| West Indies                 | Red Stripe Cup 1995/96       | Shell/Sandals Trophy 1995/96     |